# Pach krve
Pach Krve (v anglickém originále Wrong Turn) je hororový film z roku 2003, který režíroval Rob Schmidt a napsal Alan B. McElroy. V hlavních rolích byli obsazeni Desmond Harrington, Eliza Dushku, Emmanuelle Chriqui, Jeremy Sisto a Kevin Zegers. Jedná se o první díl ze sedmidílné série a sleduje skupinu šesti lidí, které v lesích Západní Virginie pronásleduje kanibalská rodina.
Film byl v USA uveden do kin 30. května 2003 společností 20th Century Fox. Film měl rozpočet 12 milionů dolarů a celosvětově vydělal přes 28 milionů dolarů, ale od kritiků se filmu dostalo smíšených až negativních recenzí.

## Děj
Film se odehrává několik let po masakru ve Fairlake. V odlehlém lese v Západní Virginii lezou dva vysokoškolsktí studenti, Rich Stoker a Halley Smith, po skalách. Rich dosáhne vrcholu, ale než stačí Halley pomoci nahoru, je napaden a zabit. Ve snaze utéct přeřízne Halley lano a spadne na zem. Zprvu se jí podaří utéct, avšak později je útočníky chycena a odtažena zpět do lesa. Následují ukázky z amerických novin o dávných legendách o kanibalech z hor, kteří byli zdegenerováni a znetvořeni kvůli incestu a o hromadných zmizeních v tamních horách.  
O několik dnů později jede budoucí lékař Chris Flynn autem na obchodní jednání do Los Angeles. Je nucen zastavit kvůli zácpě v Greenbrier Backcountry v západní Virginii. Řidič kamionu mu sdělí, že o pár kilometrů před nimi se převrhl traktor a že zácpa může trvat pár hodin. Chriss se rozhodne zkrátit si cestu přes les. Zastaví se u benzínové pumpy, aby se zeptal na cestu, a starší majitel jménem Maynard mu nepomůže. Chris ovšem na pumpě najde mapu a rozhodne se jet po nevydlážděné ztezce.  
Při jízdě ho vyruší pohled na mršinu jelena u cesty a kvůli nepozornosti se srazí se stojícím autem, které mělo propíchnuté pneumatiky. Auto patří skupině pěti vysokoškoláků - Jessie, Carly, Scottovi, Evanovi a Francine. Skupina brzy zjistí, že pneumatika jejich auta se ve skutečnosti propíchla kvůli ostnatému drátu, který někdo na cestu úmyslně nastražil. 
Zatímco Evan a Francine hlídají auta, ostatní se vydají hledat pomoc. Poté co Evan uslyší zvuk z lesa, rozhodne se jít podívat co ho způsobilo. Když se Evan dlouho nevrací, Francine se ho vydá hledat, ovšem za stromy najde jeho utržené ucho. Náhle se za ní vynoří záhadná osoba a uškrtí ji drátem. 
Zbývající skupina vstoupí do izolované chatky a s hrůzou uvnitř najdou části lidských těl. Ve chvíli, kdy se skupina pokusí utéct, přicházejí do chatky její obyvatelé – trojice mužů, Three Finger, Saw Tooth, a One Eye, jedná se o kanibaly žijících v oněch horách. Skupina se musí schovat. Z úkrytu vidí, jak jeden z mužů přitáhne do domu tělo Francine. Muži tělo rozřežou a snědí. Poté co kanibalové usnou, se skupina pokusí o útěk, ale všichni tři muži se probudí a pronásledují je do lesa. Při útěku se skupina dostane na vrakoviště, kde najde auta předchozích obětí a snaží se vymyslet plán útěku. Chris je při pokusu odvést pozornost kanibalů střelen do nohy a dívky ho dotáhnou k nákladnímu autu, kde najdou Evanovo tělo. Scott se pokouší o další odvedení pozornosti, aby ostatní unikli, ale je zabit šípy. Jessie, Carly a Chris narazí na dřevěnou rozhlednu a pomocí starého rádia se snaží volat o pomoc. Trojice kanibalů se dostane k rozhledně a když uslyší zvuky z rádia, neúspěšně se snaží dostat nahorů a tak věž zapálí, což donutilo všechny skupinu vyskočit na stromy. 
Three-finger vyšplhá nahorů a zabije Carly, zatímco Jessie a Chris utečou a přečkají noc v jeskyni pod vodopádem. Ráno je kanibalové najdou, strčí Chrise z kopce a pak odtáhnou Jessie zpět do své chaty. Chris pád přežije a potká policistu, toho ovšem Saw Tooth střelí do oka. Chris se schovává pod náklaďákem, když Saw Tooth jede zpět do chaty. Mezitím Jessie, která je přivázaná k posteli, sleduje, jak kanibalové rozsekávají mrtvého policistu.  
Chris zapálí chatu, vrazí do ní autem a přejede One-eye. Osvobodí Jessie a když utíkají Chriss vezme pušku, v níž je jen jeden náboj, a střelí do palivové nádrže. Dvojice nakonec odjede v dodávce, po chvíli zastaví u benzínové stanice, kde Chriss strhne ze dveří mapu, nastoupí do auta a jede dál.  
V scéně uprostřed titulků zástupce šerifa prošetřuje zbytky zničené chaty. Když se otočí, stojí za ním Three-finger se sekerou a zabije ho.

## Obsazení
- Desmond Harrington jako Chris Flynn
- Eliza Dushku jako Jessica Burlingame
- Emmanuelle Chriqui jako Carly Numan
- Jeremy Sisto jakp Scott Korbee
- Kevin Zegers jako Evan Ross
- Lindy Booth jako Francine Childes
- Julian Richings jako Three Finger
- Garry Robbins jako Saw Tooth
- Ted Clark jako One Eye
- Yvonne Gaudry jako Halley Smith
- Joel Harris jako Rich Stoker
- David Huband jako šerif John Bartley
- Wayne Robson jako Maynard J. Odets
- James Downing jako Trucker

## Produkce
Vývoj filmu začal v roce 2001, kdy bylo oznámeno, že společnosti Summit Entertainment a Newmarket Group hodlají společně vytvořit horor ve stylu 70. let s názvem Wrong Turn, který bude režírovat Rob Schmidt. Scénář napsal Alan B. McElroy, který svou kariéru začal jako scenárista filmu Halloween 4: Návrat Michaela Myerse z roku 1988. McElroy uvedl, že dostal nápad na film poté, co byli s manželkou nuceni během sněhové bouře jet po venkovské vedlejší silnici, aby se vyhnuli velké dopravní nehodě.
Film vznikl v koprodukci společností Summit Entertainment a Constantin Films, přičemž Stan Winston navrhl efekty a masky a zároveň působil jako producent. Ačkoli se film odehrává v Západní Virginii, natáčení probíhalo v přírodní rezervaci severně od Toronta v Ontariu v Kanadě.
Spolufinancující filmu Wrong Turn uzavřeli dohodu se společností Regency Enterprises pod Twentieth-century Fox a zajistili si tak domácí distribuci prostřednictvím stanice Fox. Společnost Fox měla údajně potíže se získáním ratingu R od MPAA kvůli intenzivnímu násilí ve filmu, to je pravděpodobně jeden z důvodů, proč byly následné filmy ze série rovnou vydány na video.